# Giovanni II Corner
Giovanni II Corner, o  Cornaro (Venezia, 4 agosto 1647 – Venezia, 12 agosto 1722), fu il 111º doge della Repubblica di Venezia dal 22 maggio 1709 fino alla sua morte.

## Biografia

### Giovinezza
Giovanni, che apparteneva ad un casato ricco e potente, sposò Laura Corner, sua parente, accrescendo le sue fortune. Grazie alla influenza politica e religiosa (molti suoi parenti erano vescovi) poté condurre carriera politica in seno al Maggior Consiglio. La sua vita trascorse in modo abbastanza "comodo" grazie ai favori dei suoi famigliari e parenti che gli permisero di compiere una rapida e fruttuosa carriera.

### Dogato

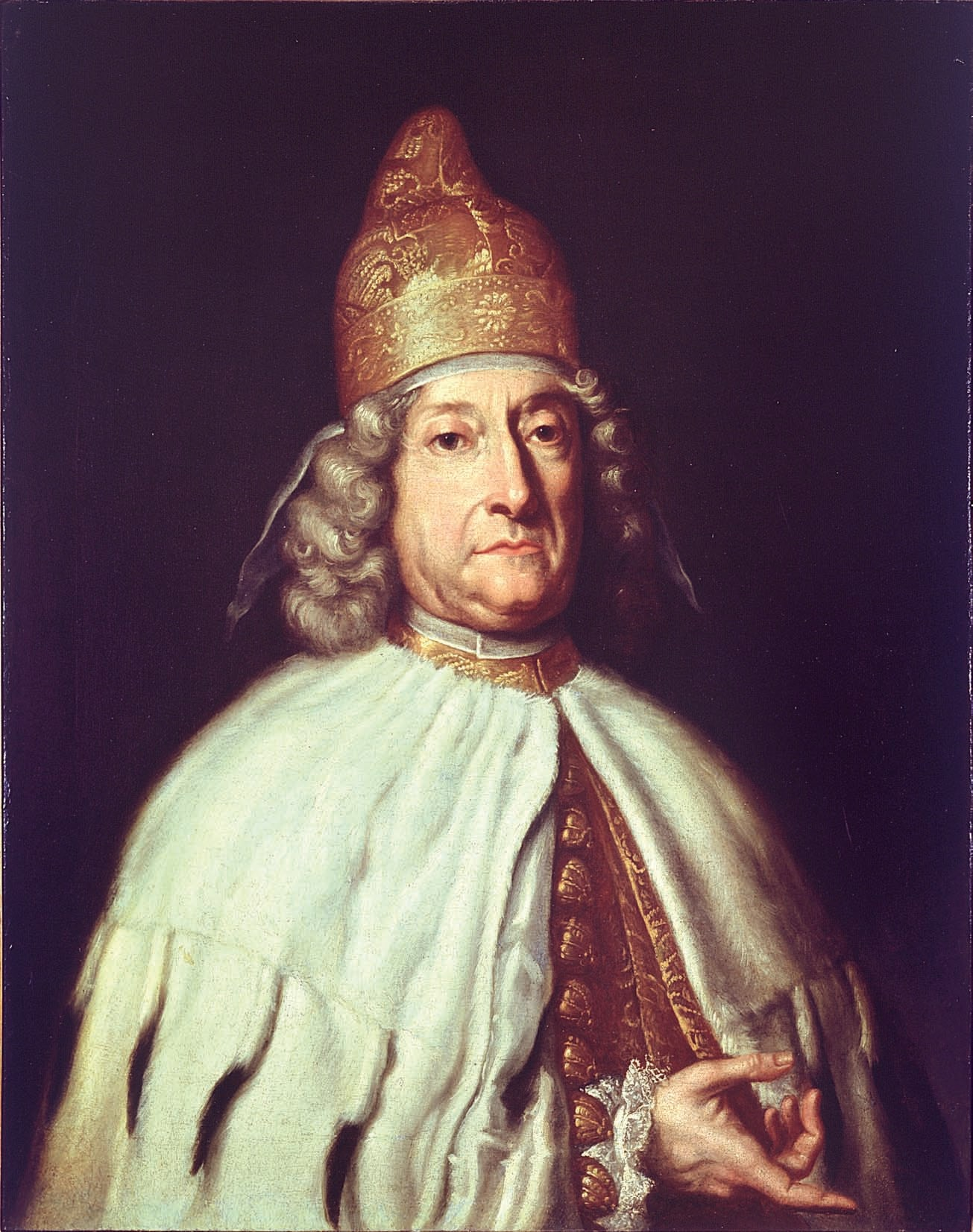
Giovanni II Corner ritratto da Vilma Lwoff-Parlaghy

In virtù di questi favori, il 22 maggio 1709, alla morte di Alvise II Mocenigo, riuscì a farsi eleggere doge al primo scrutinio con ben 40 voti su 41. Durante il suo mandato, nonostante il desiderio veneziano di restar al di fuori delle guerre che insanguinavano l'Europa in quel periodo, nel 1714 Venezia fu costretta a combattere per l'ennesima volta contro l'impero ottomano che tentava di penetrare nell'Adriatico.
La guerra, che colse la Repubblica impreparata politicamente e militarmente, si mise subito male e presto caddero la Morea e alcune tra le più importanti basi commerciali nel Mediterraneo Orientale. Gli unici successi di rilievo furono la difesa fortunata dell'isola di Corfù (1715) ed il blocco delle incursioni turche nella Dalmazia meridionale. La pace di Passarowitz (1718) vide la repubblica veneziana come protagonista marginale e ne decretò l'inizio della lunga decadenza che proseguirà sino alla sua caduta, nel 1797.

### Morte
Giovanni Corner morì il 12 agosto 1722 e venne sepolto ai Tolentini.
La moglie Laura, ritiratasi in convento, morì nel maggio del 1729.